# Bộ Giáo dục (Trung Quốc)
Bộ Giáo dục nước Cộng hòa Nhân dân Trung Hoa là cơ quan của Quốc vụ viện điều chỉnh tất cả các khía cạnh của hệ thống thuộc ngành giáo dục ở Trung Quốc đại lục, bao gồm cả giáo dục cơ bản bắt buộc, giáo dục nghề nghiệp, và đại học – cao đẳng. Bộ Giáo dục chứng nhận các giáo viên, tiêu chuẩn hóa các chương trình học và sách giáo khoa, thiết lập các chuẩn mực, và giám sát toàn bộ hệ thống giáo dục trong nỗ lực "hiện đại hóa Trung Quốc qua giáo dục". Trụ sở chính của MOE đặt tại Tây Đơn, Tây Thành, Bắc Kinh. MOE nhấn mạnh giáo dục kỹ thuật đối với các môn học khác.
MOE được thành lập năm 1949 với tư cách là Bộ Giáo dục của Chính phủ Nhân dân Trung ương, và được đổi tên thành Ủy ban Giáo dục Nhà nước Cộng hòa Nhân dân Trung Hoa từ 1985 đến 1998. Tên gọi hiện nay của MOE được dùng trong thời gian tái cơ cấu của Quốc vụ viện Trung Quốc năm 1998.

## Danh sách Bộ trưởng Giáo dục
| STT                                                 | Họ tên                   | Nhậm chức               | Từ chức           |
| --------------------------------------------------- | ------------------------ | ----------------------- | ----------------- |
| Bộ trưởng Bộ Giáo dục Chính phủ Nhân dân Trung ương |                          |                         |                   |
| 1                                                   | Mã Tự Luân (马叙伦)      | tháng 10 năm 1949       | tháng 11 năm 1952 |
| Bộ trưởng Bộ Giáo dục Cộng hòa Nhân dân Trung Hoa   |                          |                         |                   |
| 2                                                   | Trương Hề Nhược (张奚若) | tháng 11 năm 1952       | tháng 2 năm 1958  |
| 3                                                   | Dương Tú Phong           | tháng 2 năm 1958        | tháng 2 năm 1964  |
| 4                                                   | Lưu Quý Bình (刘季平)    | quyền, tháng 2 năm 1964 | tháng 10 năm 1964 |
| 5                                                   | Hà Vĩ (何伟)             | tháng 10 năm 1964       | June 1966         |
| Bỏ trống trong thời gian Cách mạng Văn hóa          |                          |                         |                   |
| 6                                                   | Chu Vinh Hâm             | tháng 1 năm 1975        | tháng 4 năm 1976  |
| 7                                                   | Lưu Tây Nghiêu (刘西尧)  | tháng 1 năm 1977        | tháng 2 năm 1979  |
| 8                                                   | Tưởng Nam Tường (蒋南翔) | tháng 2 năm 1979        | tháng 5 năm 1982  |
| 9                                                   | Hà Đông Xương (何东昌)   | tháng 5 năm 1982        | June 1985         |
| Chủ nhiệm Ủy ban Giáo dục Nhà nước                  |                          |                         |                   |
| 10                                                  | Lý Bằng                  | tháng 6 năm 1985        | tháng 4 năm 1988  |
| 11                                                  | Lý Thiết Ánh             | tháng 4 năm 1988        | March 1993        |
| 12                                                  | Chu Khai Hiên (朱开轩)   | tháng 3 năm 1993        | tháng 3 năm 1998  |
| Bộ trưởng Bộ Giáo dục                               |                          |                         |                   |
| 13                                                  | Trần Chí Lập             | tháng 3 năm 1998        | tháng 3 năm 2003  |
| 14                                                  | Chu Tế                   | tháng 3 năm 2003        | tháng 11 năm 2009 |
| 15                                                  | Viên Quý Nhân            | tháng 11 năm 2009       | tháng 7 năm 2016  |
| 16                                                  | Trần Bảo Sinh            | tháng 7 năm 2016        | tháng 8 năm 2021  |
| 17                                                  | Hoài Tiến Bằng           | tháng 8 năm 2021        | đương nhiệm       |